# Якуб Пшекора з Моравян
Якуб Пшекора з Моравян гербу Лодзя (пом. бл. 1452) — державний діяч Королівства Польського, надвірний маршалок (1431), каштелян чехувський (1434—1452); маршалок двору королеви Софії Гольшанської (1445—1449), бургграф краківського замку (1440, 1452).

## Життєпис
Якуб народився на переломі XIV—XV століть. Походив із шляхти, що осіла в Моравянах у Вішьлицькій землі. Розвиток його кар'єри відбувся завдяки впливовому родичу Войцеху Ястшембецю, єпископові краківському, при дворі якого Пшекора перебував 1413 року. Завдяки протекції єпископа він потрапив до двору короля Владислава Яґайла та великого князя литовського Вітовта.
1422 року Якуб супроводжував короля під час поїздки до Литви. Під час неї Владислав Яґайло відправив його до краківського єпископа повідомити про те, що вирішив підтримати його кандидатуру на посаду архієпископа Ґнєзненського. Проте Войцех Ястшембець не погодився на переїзд до Ґнєзна, й цю звістку Пшекора приніс королю до Троків. 1428 року Якуб узяв участь у військовому поході князя Вітовта на Великий Новгород. 
Брав участь у з'їзді в Ленчиці 1430 року. Після смерті великого князя Вітовта 27 жовтня 1430 року, перебував надалі в оточення короля Владислава Яґайла. 1431 року отримав посаду маршалка королівського двору, яку посідав протягом травня-вересня цього року. Супроводжував короля під час Луцької війни.
1434 вперше згадується як каштелян чехувський, був ним до кінця життя. 1438 року на сеймі в Пйотркуві підписав привілей новообраного короля Владислава Варненчика, який підтвердив головні права Польського королівства. 1439 року як єдиний із сенаторів, окрім лідера руху Спитка з Мельштина, привісив свою печатку на акті антимагнатської новокорчинської конфедерації останнього. Після поразки конфедератів під Ґротниками та знищення шляхетського руху з прогуситськими симпатіями, він не приєднався до табору кардинала Збіґнєва Олешьніцького, але й не втратив своєї каштелянії чеховської.
У лютому 1440 року згадується вперше як бургграф Краківського замку. Належав до близького оточення королеви Софії Гольшанської, 1440 перебував на її дворі в Сяноку, а також у Бечі та Новому Сончі. Під час безкоролів'я 1444—1447 років став активним прибічником кандидатури молодшого сина Яґайла Казимира на польський трон, а потім був прихильником його правління. Протягом 1445—1449 років був радником (лат. consiliarius noster) та маршалком двору (охмістром) королеви Софії Гольшанської.
1450 року взяв участь у генеральному з'їзді у Вішьлиці.
17 червня 1452 року був знову згаданий у документі з титулом бургграфа Краківського замку. Востаннє згаданий 27 червня цього ж року, помер, очевидно, невдовзі після цього.

## Маєтності
Був дідичем села Усцишовиці та Славковиці, співвласником родових Моравян. 1419 року король перевів із польського права на німецьке села Кшишковиці та Пшечнюв (тепер частина Вельґуса) в землі Краківській, які Якуб із Моравян отримав трохи раніше за вірну службу від єпископа Войцеха Ястшембеця. Очевидно, Якуб намагався зосередити свої маєтки ближче до Кракова, відмовившись від небагатої спадщини у Вішьлицькій землі.

## Сім'я
Від шлюбу з дружиною невідомого імені Якуб Пшекора мав 2 дітей:
- Анджей — плебан у Бейсцях (1469).
- Ельжбета — дружина Пйотра Дуніна з Правковиців, бурґграфа краківського[1].